# Siegfried Heinrich Aronhold
Siegfried Heinrich Aronhold, född 16 juli 1819 i Angerburg, Ostpreussen, död 13 mars 1884 i Berlin, var en tysk matematiker.
Aronhold var först lärare vid en militärskola i Berlin, senare professor vid tekniska högskolan där. Störst betydelse som matematiker har han genom sina i August Crelles "Journal für die reine und angewandte Mathematik" publicerade arbeten inom den nyare algebran, i vilken han gav den viktiga symboliska framställningen av invarianter och kovarianter och särskilt behandlade invarianterna vid kurvor av tredje ordningen (band 39, 55 och 62). Vidare skrev han om dubbeltangenterna till en kurva av fjärde ordningen ("Berliner Monatsberichte", 1864), om den bikvadratiska ekvationens lösning (Crelle, band 51) och om integraler av vissa algebraiska funktioner (Crelle, band 61).